# 杉内清信
杉内 清信（すぎうち きよのぶ、1949年5月16日 - ）は、日本の実業家。東邦チタニウム代表取締役社長や、同社取締役会長を務めた。日本チタン協会表彰協会事業功労賞受賞。

## 来歴・人物
兵庫県出身。1973年神戸大学法学部卒業、日本鉱業入社。2004年新日鉱ホールディングス取締役兼新日鉱ファイナンス代表取締役社長。2010年JXホールディングス取締役専務執行役員。2012年から東邦チタニウム代表取締役社長を務め、設備投資の強化を進めた。2014年東邦チタニウム取締役会長。2016年日本チタン協会表彰協会事業功労賞受賞。